# Krzywy Róg
Krzywy Róg (ukr. Кривий Ріг, Krywyj Rih; ros. Кривой Рог, Kriwoj Rog) – miasto w środkowej Ukrainie. Na 2024, z liczbą mieszkańców wynoszącą 568 tysięcy, Krzywy Róg zajmował 7. miejsce wśród najludniejszych ukraińskich miast.

## Historia

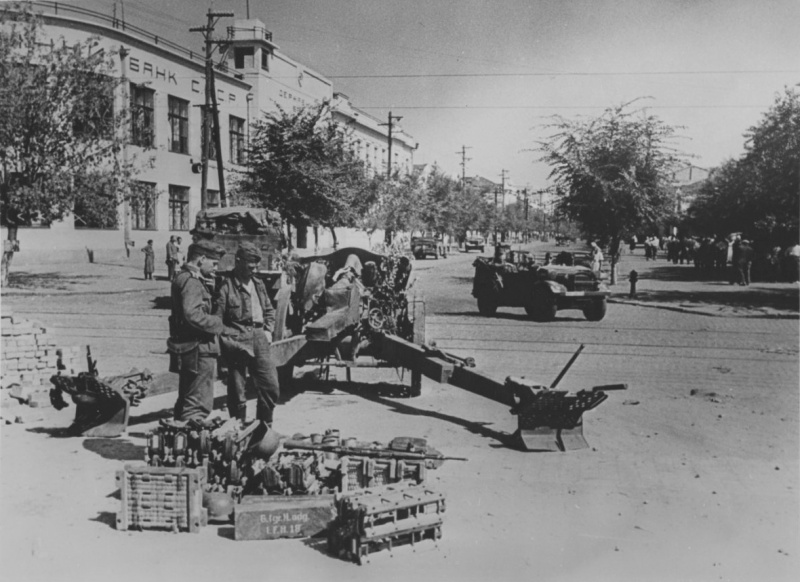
Niemieccy żołnierze stojący obok haubicy 10,5 cm leFH 18 podczas okupacji miasta w 1942

Miasto zostało założone w XVII wieku przez kozaków zaporoskich. Szybki rozwój datuje się od 1881 r., w związku z rozpoczęciem eksploatacji rud żelaza Zagłębia Krzyworoskiego. Obecnie – ważny ośrodek przemysłu wydobywczego (eksploatacja złóż rud żelaza), metalurgicznego (hutnictwo żelaza); stanowi centrum tzw. Zagłębia Krzyworoskiego („Krywbas”). Także ośrodek przemysłu spożywczego i maszynowego. Ważny węzeł kolejowy.
Od 14 sierpnia 1941 do 22 lutego 1944 miasto znajdowało się pod niemiecką okupacją. W mieście natychmiast przystąpiono do eksterminacji ludności żydowskiej. 13 października 1941 Niemcy rozstrzelali 700 osób. Od października 1941 do kwietnia 1942 okupanci zamordowali 6293 osoby. W październiku 1941 do Krzywego Rogu przeniesiono z Kietrza niemiecki obóz jeniecki Stalag 338. Liczba więzionych jeńców wahała się od 5219 w maju 1942 do 23977 we wrześniu 1942, co najmniej 800 jeńców zmarło. W listopadzie 1943 obóz przeniesiono do Wozniesieńska. Miasto wyzwoliły po ciężkich walkach jednostki 3 Frontu Ukraińskiego. Wydarzenie to upamiętnia pomnik zwycięstwa, postawiony w mieście w 1968 r.
Jedna z ulic Krzywego Rogu nosi imię Jana Czerskiego. W wyniku przeprowadzonej w 2016 r. dekomunizacji nazw ulic pojawiła się również druga ulica nosząca imię polskiego geologa Stanisława Kontkiewicza .
Od roku 2020 do 2021 merem miasta był Kostiantyn Pawłow z Opozycyjnej Platformy – Za Życie, który w drugiej turze wyborów samorządowych uzyskał 56,97% poparcia.

## Transport
- Port lotniczy Krzywy Róg
- Autobusy miejskie
- Szybki tramwaj
- Tramwaje
- Trolejbusy

## Sport
W mieście, od 1959 roku, działa klub piłki nożnej Krywbas Krzywy Róg, grający w klasie II.

## Osoby związane z Krzywym Rogiem
- Alona Bondarenko – ukraińska tenisistka,
- Jewhen Chytrow – ukraiński bokser,
- Kateryna Bondarenko – ukraińska tenisistka,
- Helena Makowska – polska aktorka i piosenkarka,
- Wołodymyr Zełenski – ukraiński polityk, prezydent Ukrainy
- Siergiej Makarienko – radziecki kajakarz,
- Pawło Łazarenko – ukraiński polityk.

## Współpraca
- Duisburg, Niemcy (2023)
- Espoo, Finlandia (2023)
- Handan, Chińska Republika Ludowa (2001)
- Koszyce, Słowacja (2017)
- Lublin, Polska (2017)
- Lyngdal, Norwegia (2023)
- Miszkolc, Węgry (2016)
- Rustawi, Gruzja (2019)

## Galeria

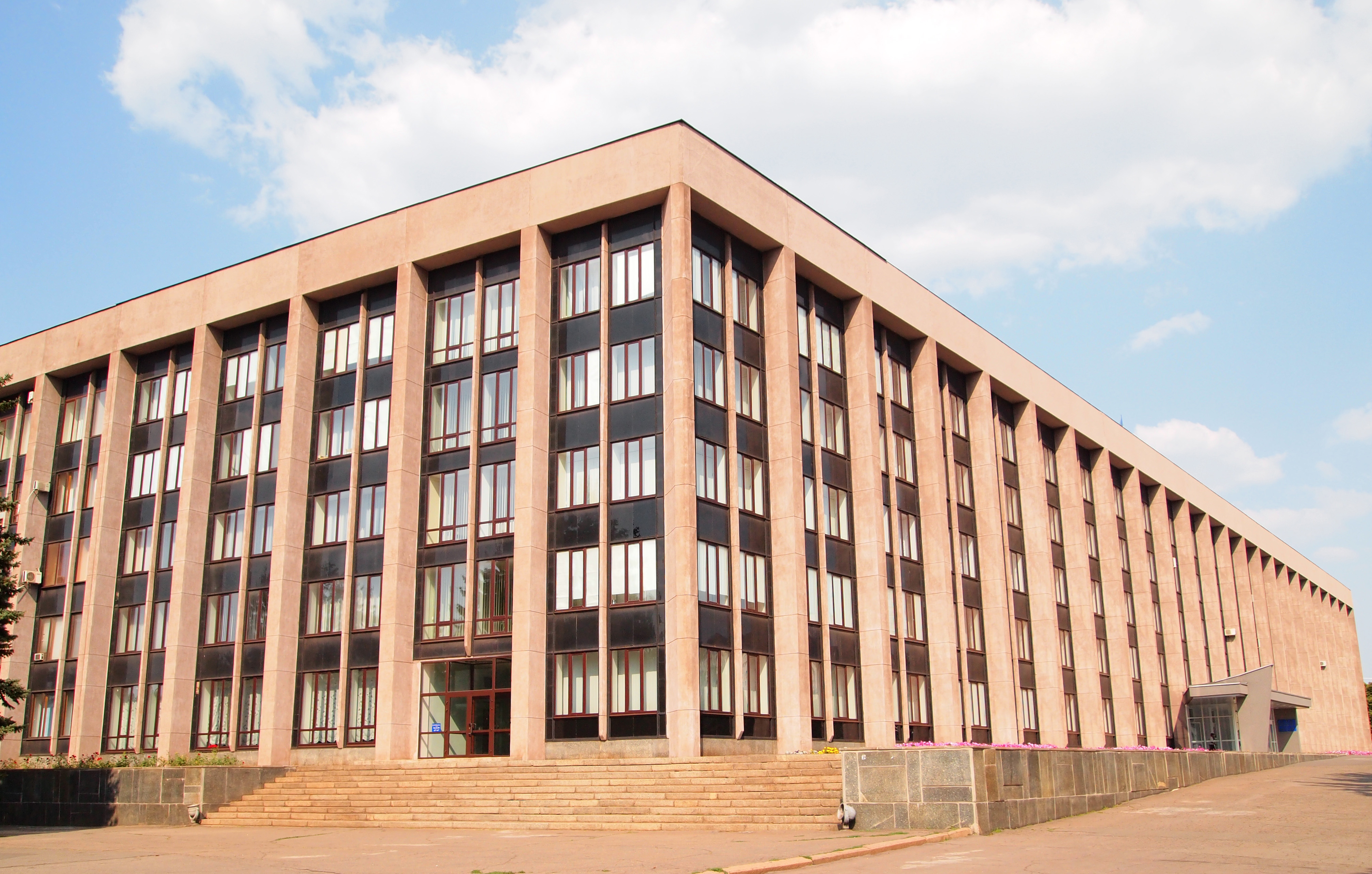
Rada miejska
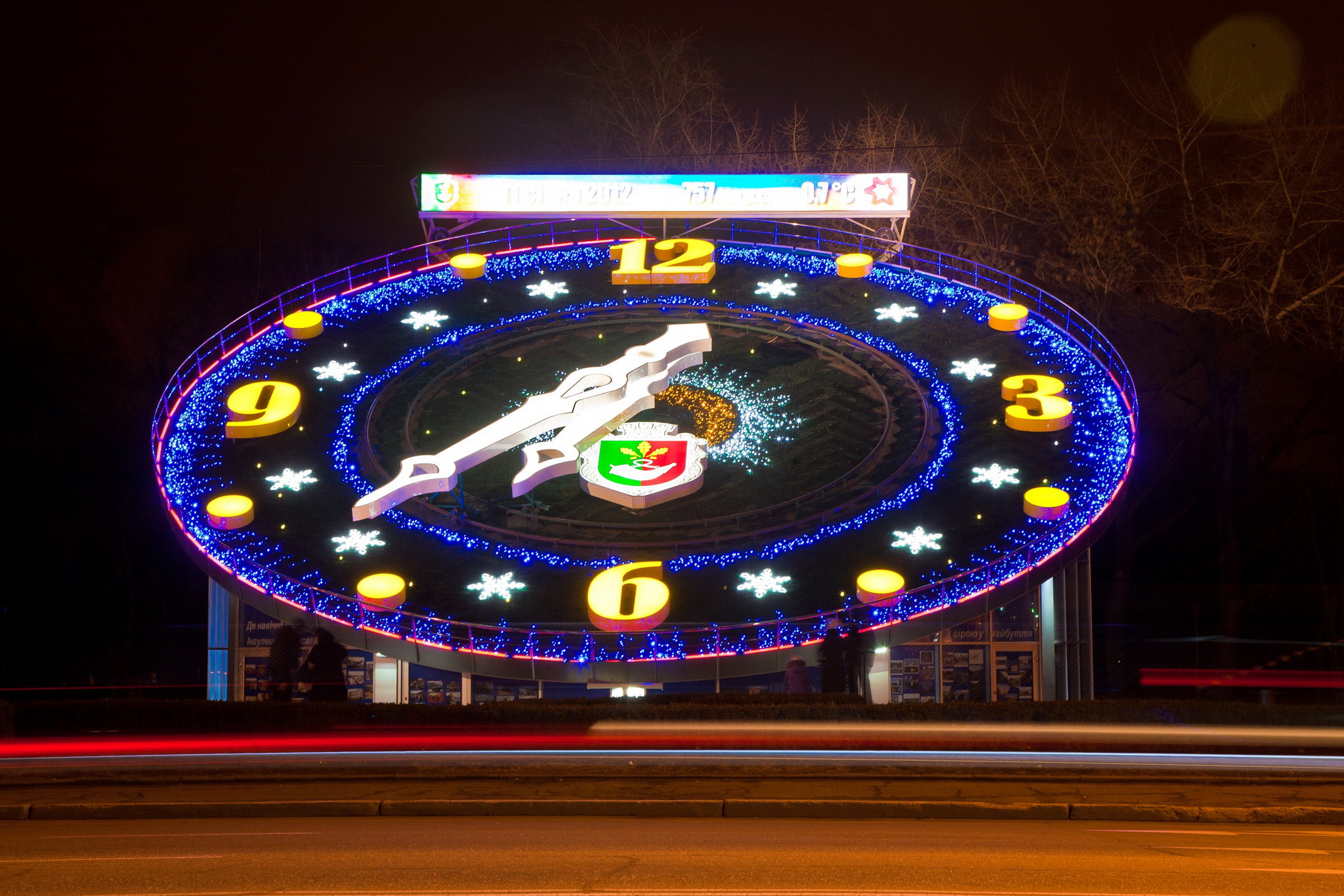
Zegar z kwiatami
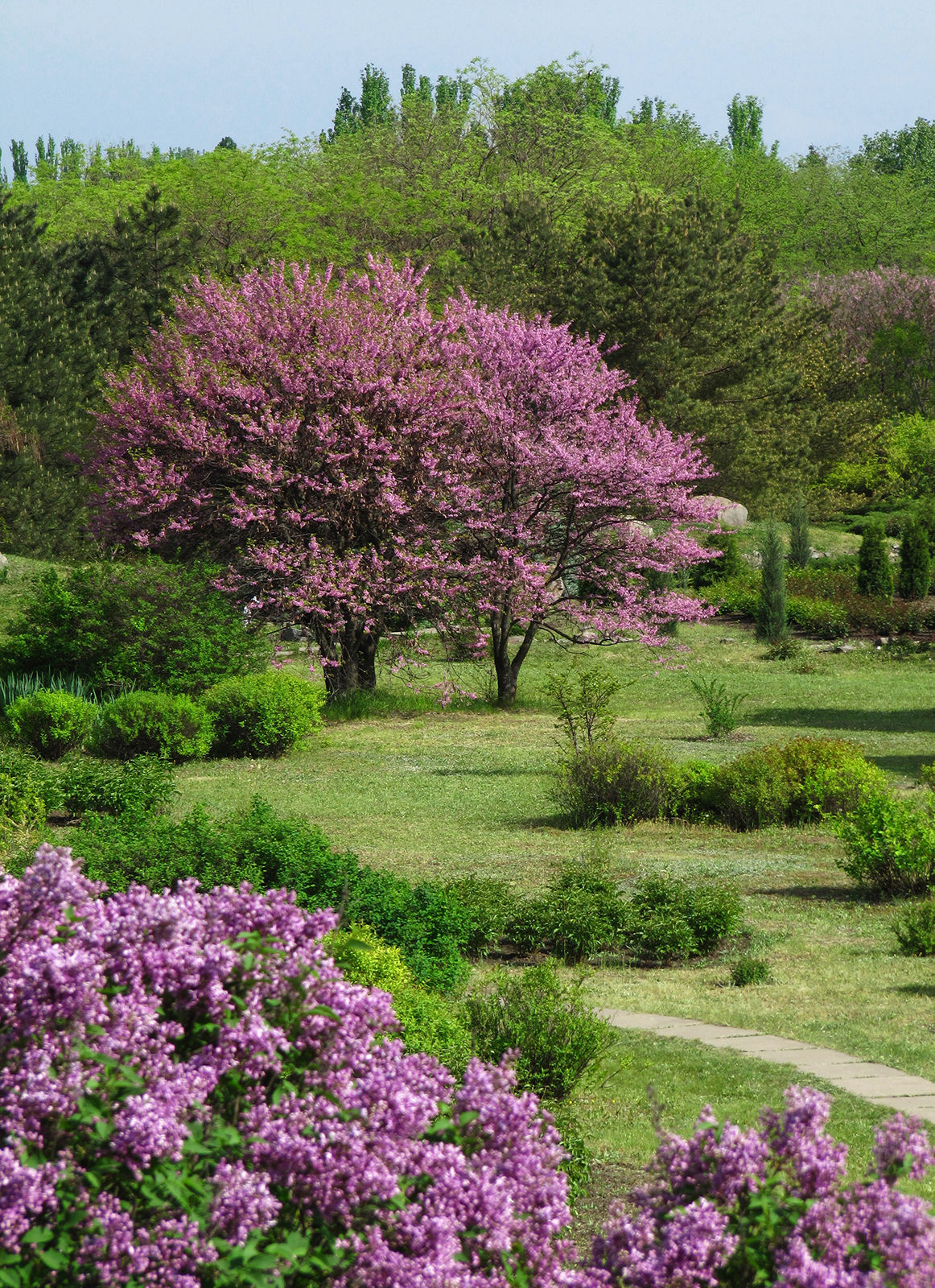
Ogród botaniczny Akademii Nauk
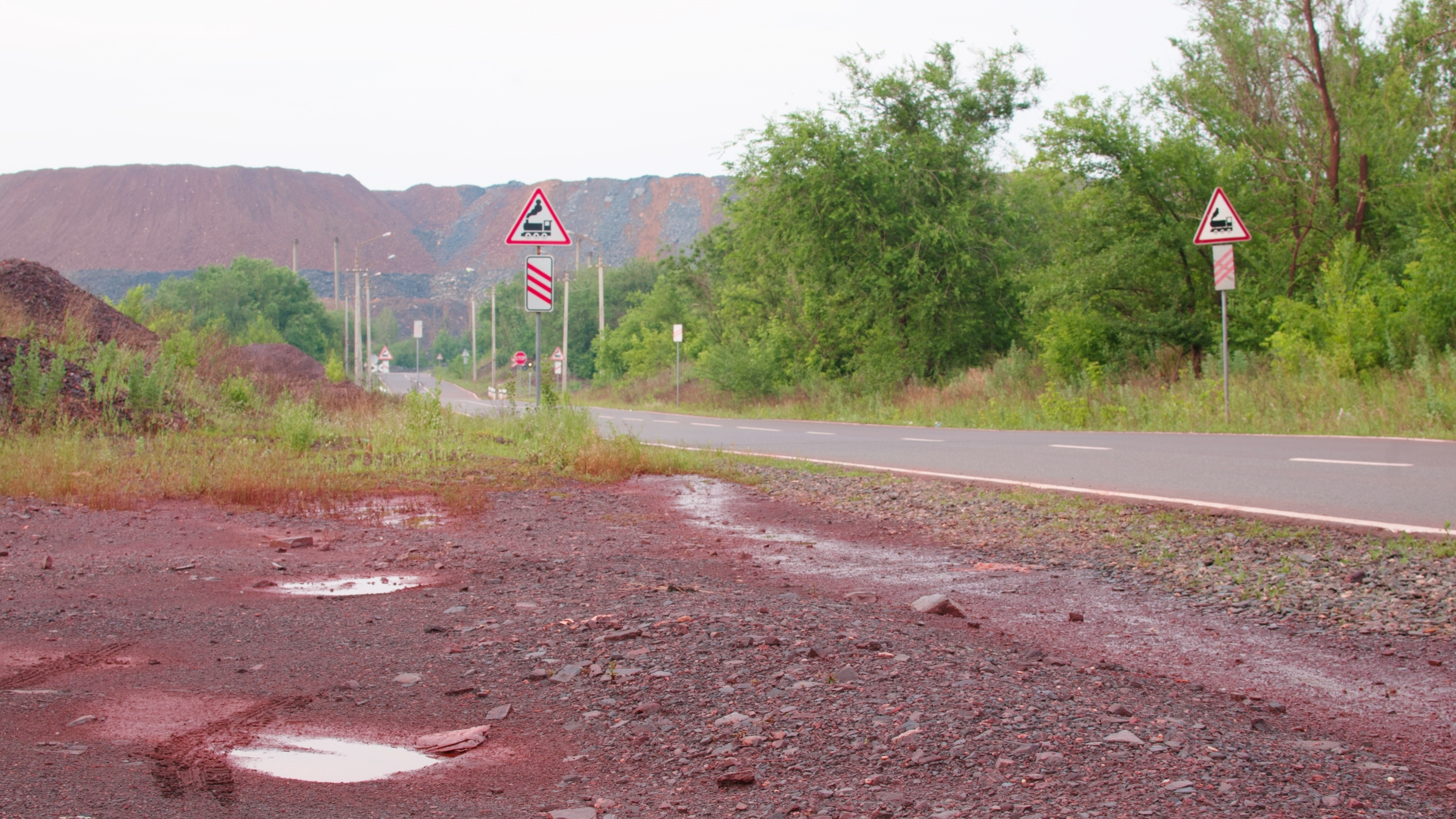
Obszar przemysłowy
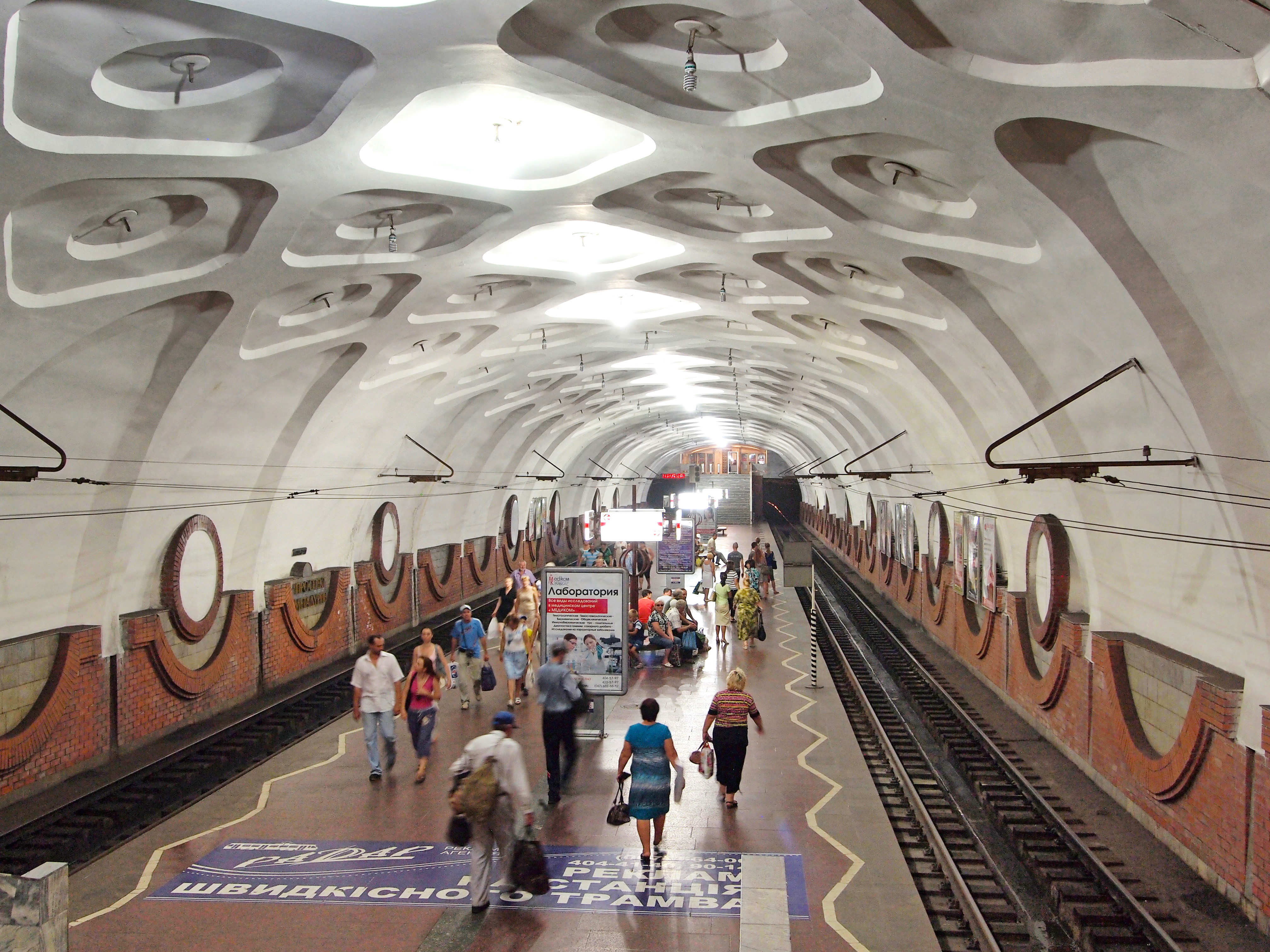
Podziemna stacja premetra Budynok Rad
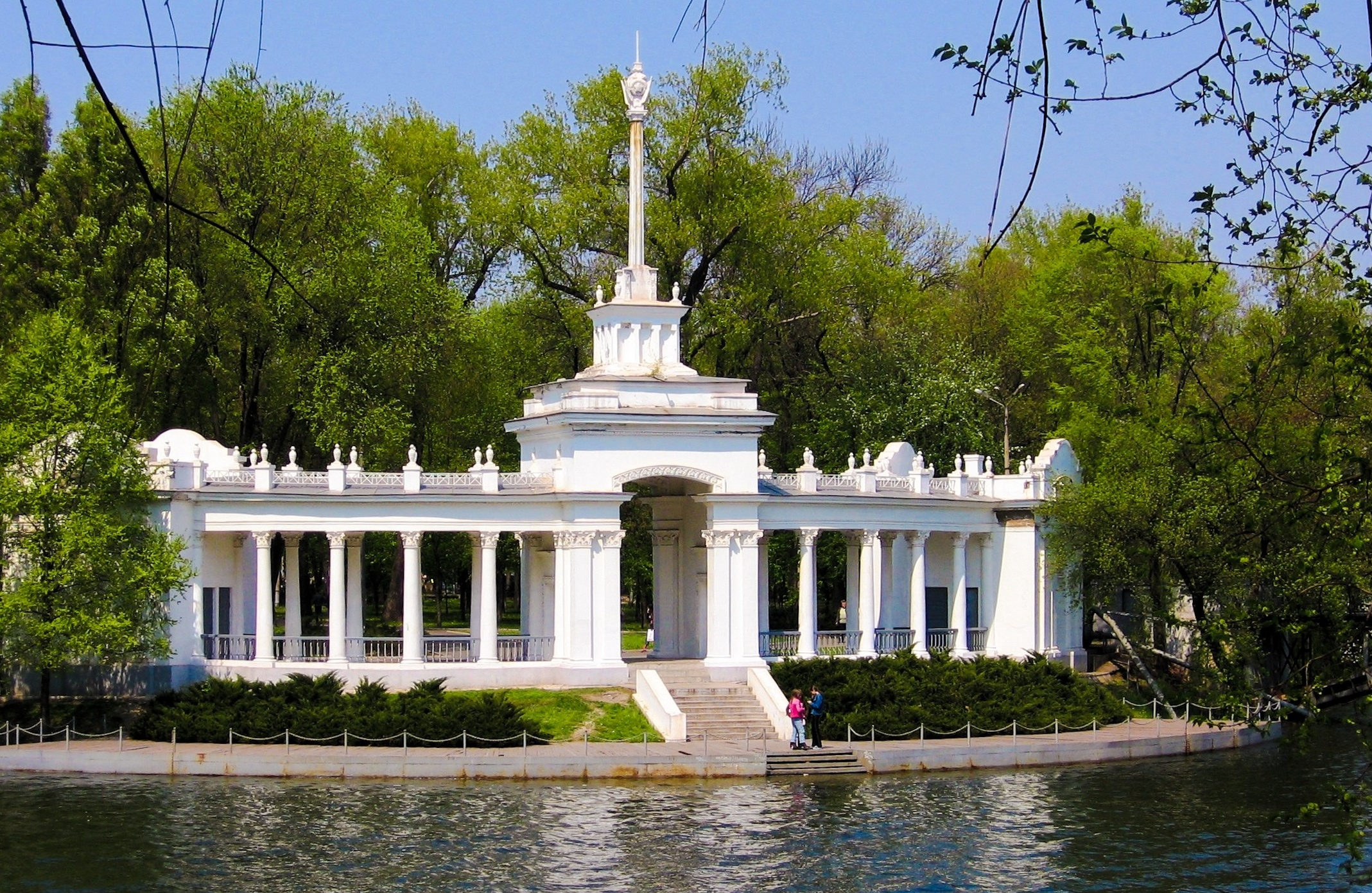
Stacja wodna